# Morris Chang
Morris Chang (nacido el 10 de julio de 1931), es un empresario estadounidense que desarrolló su carrera en los Estados Unidos y posteriormente en la República de China. Es el fundador, además de expresidente y director ejecutivo, de Taiwan Semiconductor Manufacturing Company (TSMC). Es conocido como el fundador de la industria de semiconductores de Taiwán. A octubre de 2021, su patrimonio neto se estimó en US$2,8 mil millones.

## Biografía

### Primeros años en China
Chang nació en la ciudad de Ningbo, situada dentro de Chekiang en China, en 1931. Cuando era joven, quería ser novelista o periodista, aunque su padre lo convenció de lo contrario Sin embargo, el anciano Chang era un funcionario a cargo de las finanzas del gobierno del condado de Yin y más tarde gerente de un banco. Debido al cambio de carrera de su padre y también al estallido de la segunda guerra sino-japonesa, la familia Chang vivió en Nankín, Cantón, Chongqing y Shanghái.
Chang pasó la mayor parte de sus años de escuela primaria en el Hong Kong británico entre los seis y los once años. En 1941, comenzó la ocupación japonesa de Hong Kong y la familia de Chang regresó a Shanghái y Ningbo para vivir unos meses y finalmente se dirigió a la capital temporal, Chongqing . En 1948, cuando China estaba en el apogeo de la guerra civil china reiniciada, un año antes del establecimiento de la República Popular China (RPC) y la retirada de la República de China (ROC) a Taiwán, Chang se mudó nuevamente a Hong Kong.

### Mudanza a Estados Unidos
En 1949, Chang se mudó a los Estados Unidos para asistir a la Universidad de Harvard. Se transfirió al Instituto de Tecnología de Massachusetts en el segundo año y recibió su licenciatura y maestría en ingeniería mecánica del MIT en 1952 y 1953, respectivamente. Chang reprobó dos exámenes de calificación de doctorado consecutivos y finalmente dejó el MIT sin obtener un doctorado. En 1955 fue contratado por Sylvania Semiconductor, entonces conocida como una pequeña división de semiconductores de Sylvania Electric Products.
Tres años más tarde, se trasladó a Texas Instruments en 1958, que entonces estaba creciendo rápidamente en su campo. Después de tres años en TI, ascendió a gerente de la sección de ingeniería de la empresa. Fue entonces, en 1961, que TI decidió invertir en él dándole la oportunidad de obtener su doctorado, que recibió en ingeniería eléctrica de la Universidad de Stanford en 1964.
Durante su carrera de 25 años (1958–1983) en Texas Instruments, ascendió en las filas para convertirse en el vicepresidente del grupo responsable del negocio mundial de semiconductores de TI. Dejó TI y luego se convirtió en presidente y director de operaciones de General Instrument Corporation (1984–1985).
Chang trabajó en un proyecto de cuatro transistores para TI donde la fabricación estuvo a cargo de IBM. Esta fue una de las primeras relaciones de fundición de semiconductores. También en TI, Morris fue pionero en la entonces controvertida idea de fijar el precio de los semiconductores "por delante de la curva de costos", lo que significaba sacrificar las ganancias tempranas ("a corto plazo") para ganar participación de mercado y lograr rendimientos de fabricación que resultarían en mayores ganancias durante un período prolongado ("a largo plazo").

### En la República de China (Taiwán)
Después de dejar General Instrument Corporation, Sun Yun-suan, primer ministro de la República de China, lo reclutó para convertirse en presidente del Instituto de Investigación de Tecnología Industrial en Taiwán, donde la República de China ahora tiene su sede después de haber perdido el continente. Esto marcó su regreso a la República de China, unas tres décadas después de que se fue durante la caótica guerra civil china, principalmente entre la República Popular China y la República de China.
Como director de una organización sin fines de lucro patrocinada por el gobierno, estuvo a cargo de promover el desarrollo industrial y tecnológico en Taiwán. Chang fundó TSMC en 1987, el comienzo del período en el que las empresas veían cada vez más valor en subcontratar sus capacidades de fabricación a Asia. Pronto, TSMC se convirtió en uno de los fabricantes de chips más rentables del mundo. Chang dejó ITRI en 1994 y se convirtió en presidente de Vanguard International Semiconductor Corporation de 1994 a 2003 mientras continuaba como presidente de TSMC. En 2005, entregó el puesto de director ejecutivo de TSMC a Rick Tsai.
En junio de 2009, Chang volvió a ocupar el cargo de director ejecutivo de TSMC una vez más. El 5 de junio de 2018, Chang anunció su retiro, seguido por CC Wei como director ejecutivo y Mark Liu como presidente. Chang recibió la Orden de las Nubes Propicias, Primera Clase en septiembre de 2018.
Chang se ha desempeñado como Enviado Presidencial de la República de China (Taiwán) en APEC varias veces. Representó a Chen Shui-bian en 2006. Tsai Ing-wen nombró a Chang para el mismo cargo en 2018, 2019, y 2020.

## Afiliaciones
- Academia Nacional de Ingeniería (EE. UU.)[23]
- MIT Corporation, consejo de administración del MIT, miembro vitalicio emérito[24]
- Miembro del consejo de administración de Goldman Sachs (2001-2002)[25][26]
- Asesor de la Oficina del Presidente de la República de China[27]
- Comité de los 100[28]

## Doctorados honorarios
- Universidad Nacional Chengchi, 2007[29]
- Universidad de Asia, Taiwán, 2015[30]

## Premios y reconocimientos

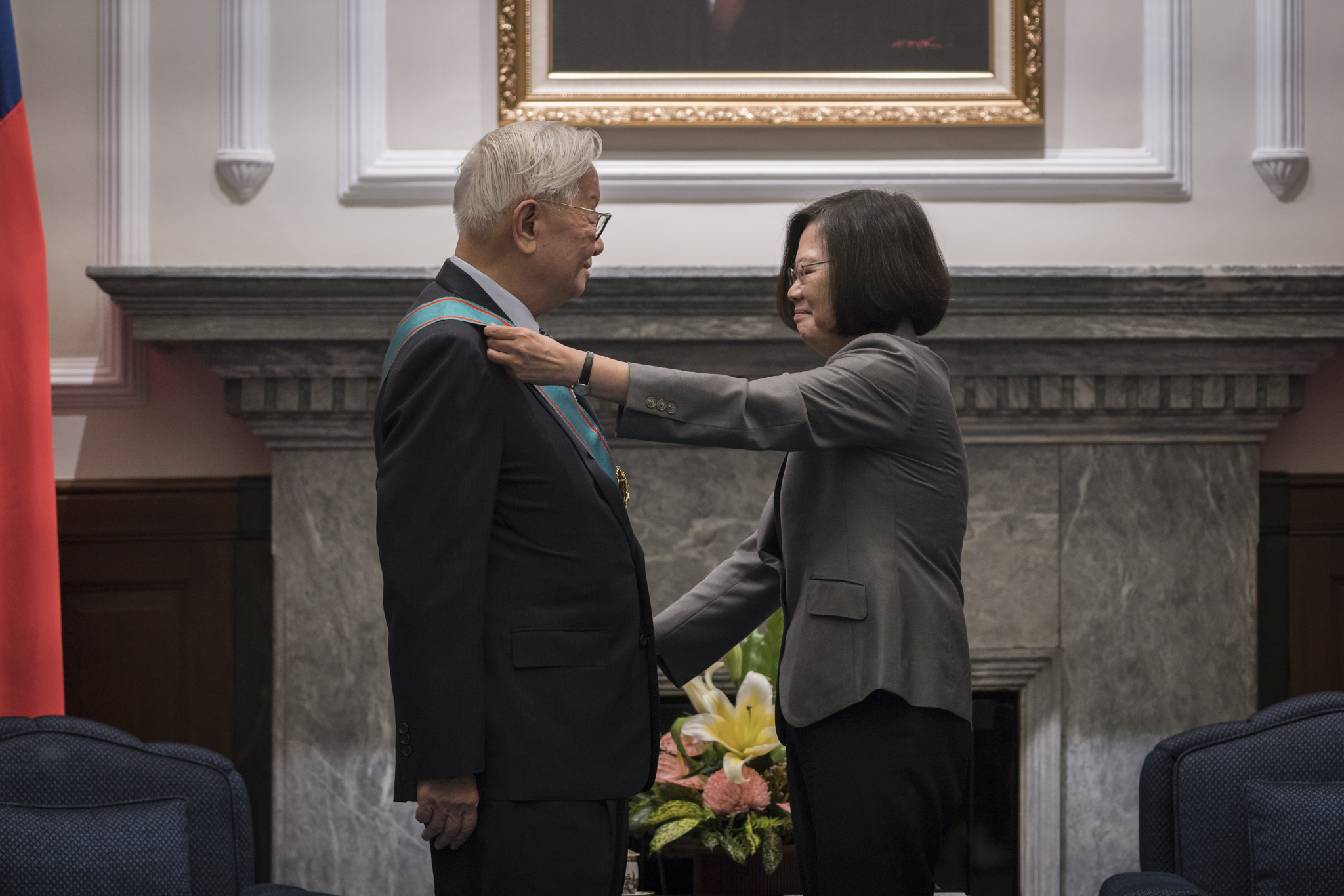
Morris Chang recibió la Orden de las Nubes Propicias con Gran Cordón Especial por parte de la presidenta Tsai Ing-wen, 2018

- 1999, Premio al Liderazgo Ejemplar de la Asociación Fabless Semiconductor (ahora Global Semiconductor Alliance ), el primer ganador del premio; ahora el premio lleva su nombre, "Premio al Liderazgo Ejemplar Dr. Morris Chang"[31]
- 2000, Medalla IEEE Robert N. Noyce por contribuciones excepcionales a la industria microelectrónica.[32]
- 2002 Miembro de la Academia Nacional de Ingeniería[33]
- 2005, Premio Nikkei Asia para el Crecimiento Regional[34]
- 2007, Computer History Museum Fellow Award, por acelerar drásticamente la producción de dispositivos y sistemas basados en semiconductores mediante el desarrollo de una fundición de fabricación de semiconductores independiente.[35]
- Premio Robert N. Noyce 2008 de la Asociación de la Industria de Semiconductores (EE. UU.)[36]
- 2011, Medalla de Honor IEEE.[37]
- 2011, Orden de la Estrella Brillante con Gran Cordón de la República de China.[38]
- Premio Visionario SPIE 2014[39]
- 2018, Orden de las Nubes Propicias con Gran Cordón Especial de la República de China.[40]

## Libros de autor
- zh:張忠謀自傳（上冊） 1931-1964 [Autobiography of Morris C.M. Chang Vol. 1 (1931-1964)] (en chino). Taiwan: 天下文化. 1998. ISBN 9576214491.